# José Augusto de Melo Neto
José Augusto de Melo Neto (Manaus, 3 de junho de 1969) é um educador e gestor público brasileiro. Foi diretor do Centro de Mídias de Educação do Amazonas (Cemeam), secretário de Estado de Educação do Amazonas (Seduc/AM), e diretor-presidente do Centro de Educação Tecnológica do Amazonas (Cetam).
Como ex-gestor estadual do sistema de educação básica, fez parte do Conselho Nacional de Secretários de Educação (Consed) e posteriormente do Instituto EducAtores, ambos com sede em Brasília (DF).

## Premiações
Com reconhecimento nacional e internacional na área da educação, José Augusto recebeu as seguintes homenagens e premiações:
Premiações individuais
- Prêmio Líder Educacional do Ano (2018) -  Latin American Quality Institute (RJ)[3]
- Medalha do Mérito Legislativo "Ruy Araújo" (2022) - Assembleia Legislativa do Estado do Amazonas (AM)[4]
- Medalha “Tiradentes"(2022) - Polícia Militar do Amazonas (AM)[5]
- Prêmio Líder Educacional do Ano (2022) -  Latin American Quality Institute (SP)[6]
- Medalha de Ouro "Garcitylzo do Lago Silva" (2022) - Câmara Municipal de Manaus (AM)[7]
- Medalha da Ordem do Mérito Legislativo (2022) - Assembleia Legislativa do Estado do Amazonas (AM)[8]

Premiações nacionais como gestor de projeto
- Prêmio E-Learning Brasil (2008) -  Vencedor Categoria Educacional
- Prêmio E-Learning Brasil (2008/2009/2010) - Referência Nacional
- Prêmio ARede de Inclusão Digital (2009) - Categoria Especial Educação
- Prêmio Performance & Learning (2012) - Vencedor
- Prêmio Performance & Learning (2012/2013/2014) - Referência Nacional
- Troféu Empresa Brasileira do Ano (2018) - Categoria Educação Profissional
- Prêmio Learning & Performance Brasil (2018) - Iniciativa de Sucesso
- Prêmio Quality Brasil (2018) - Categoria Educação Profissional
- The Education Awards (2022)
- Prêmio Quality Brasil (2022)

Premiações internacionais como gestor de projeto
- Learning Impact Awards 2009 (Espanha) - Gold Awards[9]
- Learning Impact Awards 2009 (Espanha) - Best Student Success Solution[9]
- WISE Awards 2009 (Qatar) - Best project with real and positive impact on Innovation within education[10]
- Quality Festival 2022 (Panamá) - Latin American Quality Awards[11]

## Biografia
José Augusto nasceu na capital amazonense, Manaus, sendo filho do empresário José Augusto de Melo Filho e da pedagoga Lourdete Mendes de Melo. É casado e pai de duas filhas.

### Formação acadêmica
Tem a Universidade Federal do Amazonas (UFAM) como alma mater. Graduado em Letras, tem especialização em Informática na Educação e os títulos acadêmicos de mestre e doutor pelo Programa de Pós-Graduação em Educação (PPGE/UFAM).

### Experiência profissional
Atua no setor público educacional desde 1992. Servidor estadual concursado, fez carreira na Secretaria de Educação como professor e gestor público, ocupando diversos cargos na educação do Amazonas. Foi o primeiro diretor do Centro de Mídias de Educação do Amazonas, em seguida tornou-se secretário executivo de Gestão e secretário executivo pedagógico. Foi nomeado secretário de Estado de Educação em outubro de 2017 e logo depois tornou-se diretor-presidente do Centro de Educação Tecnológica do Amazonas (Cetam), cargo que ocupou até dezembro de 2018, retornando ao comando da autarquia, entre setembro de 2020 e dezembro de 2022, no governo Wilson Lima.

### Publicações
É autor do livro Tecnologia Educacional: formação de professores no labirinto do ciberespaço, publicado em 2007 pela Editora MemVavMem (RJ), um dos autores do livro Educação a distância: o estado da arte, volume 2 (2011), da Editora Pearson Education Brasil (SP), em que escreveu o segundo capítulo com o título Superando barreiras naturais: a EAD na região Amazônica; e autor do livro Escritos na quarentena: reflexões sobre educação e tecnologia, publicado em 2021 pela Editora Valer (AM).
No seu último livro, publicado durante a pandemia da COVID-19, José Augusto analisou o impacto da crise sanitária nos sistemas de ensino e apresentou reflexões sobre os modelos educacionais vigentes, propondo uma releitura do ensino remoto.